# Адилов, Бори Адилович
Бори Адилович Адилов (1908, Ташкент — 20 марта 1965, Ташкент) — советский узбекский государственный деятель. Секретарь ЦК КП(б) Узбекистана, заместитель председателя Совета Народных Комиссаров Узбекской ССР.

## Биография
Трудовую деятельность начал в 1923 году. С 1925 по 1929 год работал переплетчиком в типографиях города Ташкент. Член ВКП(б).
В 1929—1930 годах — председатель Центрального правления Союза печатников Узбекской ССР.
С 1930 по 1940 год — на руководящей хозяйственной работе.
В 1941 году — секретарь Ташкентского городского комитета КП(б) Узбекистана.
В 1941—1942 годах — народный комиссар текстильной промышленности Узбекской ССР.
В 1942 году — заместитель председателя Совета народных комиссаров Узбекской ССР и постоянный представитель СНК Узбекской ССР при СНК СССР.
4 февраля 1943 — 1944 год — секретарь ЦК КП(б) Узбекистана по пищевой промышленности.
В 1945 году — председатель исполнительного комитета Кашкадарьинского областного совета депутатов трудящихся.
Затем — начальник Управления материально-технического снабжения при Совете Министров Узбекской ССР; постоянный представитель СМ Узбекской ССР при СМ СССР; председатель правления Узпромсовета; директор павильона Узбекской ССР на Выставке достижений народного хозяйства СССР.
Депутат Верховного Совета Узбекской ССР 2-го и 3-го созыва (1947—1954).
До марта 1965 года — персональный пенсионер республиканского значения.
Скончался 20 марта 1965 года в Ташкенте. Похоронен 20 марта 1965 г. на Чигатайском кладбище Ташкента.

## Награды
- Орден Трудового Красного Знамени (16.01.1950[1])
- Орден «Знак Почёта» (25.12.1944, 11.01.1957[2])
- медали